# Ебботт і Костелло зустрічають доктора Джекіла та містера Гайда
«Ебботт і Костелло зустрічають доктора Джекілла і містера Хайда» (англ.  Abbott and Costello Meet Dr. Jekyll and Mr. Hyde) — американський фільм 1953 року, знятий у жанрі чорної комедії. Продовження пригод Ебботта і Костелло: попередній фільм — «Ебботт і Костелло вирушають на Марс» (Abbott and Costello Go to Mars), наступний — «Ебботт і Костелло зустрічають поліцейських з Кістоуна» (Abbott and Costello Meet the Keystone Kops). За мотивами повісті «Химерна пригода з доктором Джекілом та містером Гайдом» (1886) Роберта Льюїса Стівенсона.

## Сюжет
Слім і Таббі — американські поліцейські, послані в Лондон для підвищення кваліфікації.
В Гайд-парку відбувається сварка між Брюсом Адамсом і його колегою Вікі Едвардс. Їхнє з'ясування стосунків закінчується в поліцейській дільниці, але опікун Вікі — доктор Генрі Джекілл — витягає їх звідти. Сам доктор Джекілл проводить вдома експерименти: після прийняття спеціального зілля він перетворюється на своє зле відображення — містера Хайда. Джекілла відвідують думки про вбивство, коли він бачить, що його Вікі і Брюс подобаються одне одному.
Слім і Таббі підозрюють доктора в небезпечних експериментах, і Таббі навіть вдається застати його на гарячому в музеї воскових фігур, але той встигає перетворитися на людину до приходу свідків. Після цього Джекілл запрошує друзів-американців до себе, де пригощає Таббі своєї настоянкою, і той на час перетворюється на гігантську мишу. Слім і Таббі намагаються повідомити Скотленд-Ярду про небезпечного вченого, але їм ніхто не вірить.
Вікі повідомляє докторові Джекіллу про свій намір вийти заміж за Брюса, і містер Хайд тут же намагається її вбити, однак дівчину рятує наречений, хоча саме чудовисько й тікає. Таббі випадково вводить собі сироватку доктора, і сам стає монстром на зразок містера Хайда. Брюс кидається навздогін за містером Хайдом, а Слім — за Таббі, і кожен упевнений, що переслідує справжнє і єдине чудовисько. Гонитва Брюса закінчується в будинку Джекілла, де останній випадає з вікна, розбивається на смерть, і всі можуть споглядати, після трансформації, його справжню личину. Слім же хапає Таббі-чудовисько, доставляє його в поліцейський відділок, де той, перш ніж повернутися в людську форму, встигає вкусити кількох поліцейських. Ті, перетворившись на монстрів, переслідують Сліма і Таббі-людину.

## В ролях
- Борис Карлофф — доктор Джекілл
- Едді Паркер[en] — містер Хайд
- Бад Еббот — Слім (Тонкий)
- Лу Костелло — Таббі (Товстий)
- Крейг Стівенс[en] — Брюс Адамс
- Хелен Весткотт[en] — Вікі Едвардс
- Реджинальд Денні — інспектор
- Джон Дьєркс[en] — Бетли

## Факти
- Фільм двічі виходив на DVD: 4 жовтня 2005 року («Ебботт і Костелло: Найкраще.Випуск 4») і 28 жовтня 2008 року («Ебботт і Костелло: Повна колекція Universal Pictures»).
- Зйомки фільму проходили з 26 січня по 20 лютого 1953 року. У Великій Британії фільм отримав суворий рейтинг «Х», обумовлений сценами за участю містера Хайда, проте пізніше демонструвався на дитячих телеканалах[4][5].
- Борис Карлофф у фільмі зіграв лише «половину» свого персонажа: ледь трансформація закінчувалася, містера Хайда грав каскадер Едді Паркер[en][6].

## Прем'єрний показ у різних країнах
- США — 1 серпня 1953
- Фінляндія — 11 грудня 1953
- Швеція — 1 лютого 1954
- Данія — 3 лютого 1954
- Франція — 24 березня 1954
- Італія — 12 травня 1954
- Австрія — 15 жовтня 1954
- Гонконг — 27 січня 1955
- Португалія — 20 січня 1956
- Туреччина — лютий 1956